# Volverte a ver (Perú)
Volverte a ver es un programa de telerrealidad peruano que se estrenó el 27 de mayo de 2012 presentadora por Thais Casalino, emitido por Panamericana Televisión.

## Historia
El programa nació como reportaje del dominical Punto final. Cuando se independizó en 2012, se centró en el género de búsqueda de personas, en que se contextualiza el motivo para reencontrarse con los seres queridos en Perú y el extranjero. Contó con la participación del especialista David Nostas en la primera temporada.
Aunque fue transmitido antes de otros dominicales, obtuvo altos valores de audiencia, con 10 puntos en sus primeros episodios.
Fue el más conocido de Casalino, que lo incluyó posteriormente como segmento de Mujeres al mando.